# Jon García
Jon García Aguado (* 22. September 1977 in Durango) ist ein spanischer Taekwondoin. Er startet in der Gewichtsklasse bis 87 Kilogramm.
García bestritt seine ersten internationalen Titelkämpfe bei der Europameisterschaft 1998 in Eindhoven, wo er in der Klasse bis 84 Kilogramm im Achtelfinale ausschied. Er gewann im Mittelgewicht in den folgenden Jahren zahlreiche Medaillen. Bei der Europameisterschaft 2000 in Patras errang er Silber, 2002 in Samsun Bronze. Zudem konnte er sich bei der Weltmeisterschaft 2001 in Jeju-si mit Bronze auch seine erste WM-Medaille erkämpfen. García nahm an den Olympischen Spielen 2004 in Athen teil. In der Klasse über 80 Kilogramm zog er ins Viertelfinale ein, unterlag dort aber dem späteren Olympiasieger Moon Dae-sung. Nach einer weiteren Niederlage in der Hoffnungsrunde belegte er im Endklassement Rang sieben.
Erfolgreich lief das Jahr 2005. García wurde in Riga in der Klasse bis 84 Kilogramm mit einem Finalsieg über Bahri Tanrıkulu erstmals Europameister. Bei der Heimweltmeisterschaft in Madrid erreichte er ebenfalls das Finale, gewann nach einer Niederlage gegen Oh Seon-taek jedoch Silber. Im folgenden Jahr verteidigte García in Bonn seinen EM-Titel aus dem Vorjahr erfolgreich. Im Finale setzte er sich erneut gegen Tanrıkulu durch. Er nahm in Peking an seinen zweiten Olympischen Spielen 2008 teil, schied diesmal aber nach einer Auftaktniederlage gegen Akmal Ergashev frühzeitig aus.
Auch in den folgenden Jahren errang García weitere internationale Medaillen. Bei der Europameisterschaft 2010 in Sankt Petersburg und der Weltmeisterschaft 2011 in Gyeongju zog er in der Klasse bis 87 Kilogramm ins Halbfinale ein. Nach Niederlagen gegen Carlo Molfetta und Youssef Karami gewann er jeweils eine Bronzemedaille.